# Barnabas Rutto
Barnabas Rutto (* 19. April 1977) ist ein ehemaliger kenianischer Marathonläufer.
2000 siegte er beim Turin Half Marathon und wurde Vierter beim Udine-Halbmarathon. Im Jahr darauf wurde er Vierter beim Prag-Marathon und verteidigte seinen Titel in Turin.
2002 wurde er Dritter beim Vienna City Marathon und Vierter beim Frankfurt-Marathon. 2003 siegte er bei der Mezza Maratona di Torino und wurde Dritter beim Hamburg-Marathon. Im darauffolgenden Jahr kam er beim Athen-Marathon auf den zweiten Platz.
2006 wurde er Neunter beim Halbmarathonbewerb des Nairobi-Marathons und siegte beim Hangzhou-Marathon.

## Persönliche Bestzeiten
- Halbmarathon: 1:01:33 h, 1. Oktober 2000, Udine
- Marathon: 2:11:05 h, 20. Mai 2001, Prag